# Lanxinski
Lanxinski (en rus: Ланьшинский) és un poble (un possiólok) de l'óblast de Tula, a Rússia, segons el cens del 2010 tenia 444 habitants.